# Grāveri socken
Grāveri socken (lettiska: Grāveru pagasts) är ett administrativt område i Aglona kommun, Lettland.